# Hedysarum parvum
Hedysarum parvum är en ärtväxtart som beskrevs av Sultanova. Hedysarum parvum ingår i släktet buskväpplingar, och familjen ärtväxter. Inga underarter finns listade i Catalogue of Life.